# Yeosu
Yeosu (hangul 여수시, hanja 麗水市, McCune-Reischauer Yŏsu-si, RomanizaciónYeosu-si) es una ciudad surcoreana perteneciente a la provincia de Jeolla del Sur. Su origen hay que encontrarlo cuando la vieja ciudad de Yeosu, fundada en 1949, y la ciudad de Yeocheon, fundada en 1986, se unieron en una nueva ciudad en 1998.
La ciudad, ubicada en la costa meridional de Corea del Sur, se enmarca en la península de Yeosu y 317 islas de alrededor, de las cuales 49 se hallan habitadas y el resto, 268, deshabitadas.

## Ciudades hermanadas
- Cebú, Filipinas
- Hangzhou, China
- Karatsu, Japón
- Newport Beach, Estados Unidos
- Sikeston, Estados Unidos
- Weihai, China
- Santiago de Querétaro, México
- Puerto España, Trinidad y Tobago